# Tierce recette applicative
Pour les articles homonymes, voir TRA.
La Tierce Recette Applicative (TRA) est, dans le domaine informatique, une prestation proposée principalement par les ESN.
Il s'agit pour l'essentiel d'un mode d'organisation mutualisé du travail de test, où différentes entreprises clientes s'adressent à une même équipe de l'ESN, ce qui permet de réduire les coûts liés à une telle structure.
Une même entreprise n'a pas nécessairement besoin d'une équipe de testeurs permanents et dédiés. Un même testeur peut parfaitement travailler pour 2 projets de 2 clients différents, mais pas au même moment. Ceci permet d'équilibrer la charge de chaque testeur, d'écrêter les pics de charge et de combler les creux d'activités, tout en réduisant les coûts via l'optimisation de "l'inactivité".
Intérêt pour le testeur : il peut travailler sur 2 ou 3 domaines métier différents et développer ainsi son expérience et ses compétences métier. En effet, la chaîne de facturation d'une entreprise ressemble souvent à celle d'une autre entreprise. En revanche, les problématiques métier peuvent parfois être très différentes.
Intérêt certain également pour l'ESN qui limite les périodes de non facturation et peut ainsi vendre ses prestations à de meilleurs coûts pour ses clients.
Enfin, intérêt pour le client qui sait pouvoir disposer en un temps record d'une équipe de professionnels du test formés et opérationnels, et ce, à un coût maîtrisé et ventilable en frais de fonctionnement et non pas en investissement, donc en optimisant sa capacité d'endettement.
Accessoirement, il peut s’agir d'une activité traitant d'une application ou d'un site web et dans ce cas, elle est aussi appelée e-TRA.